# Mageslayer
Mageslayer — компьютерная игра, экшен с видом от третьего лица, разработанный компанией Raven Software и изданный компанией GT Interactive 30 сентября 1997 года. Представляет собой 3D-слэшер с видом сверху, где игрок исследует пять локаций, в поисках осколков древней реликвии. На выбор игроку предоставляется 4 персонажа, каждый со своими особенностями: гном, архидемон, колдун и инквизитор.
Игровой движок Vampire отображает мир в полном 3D, при этом сами объекты (протагонист и враги) представлен двухмерными спрайтами.

## Игровой процесс
Игра представляет собой трехмерную игру «hack-and-slash dungeon-type», в которой используются четыре различных класса персонажей с различными заклинаниями и способностями. Игра предлагает одиночную кампанию и различные варианты многопользовательской игры. Игрок проходит через 30 уровней подземелий, канализационных сетей, рек смерти, лавовых ям и комнат монстров в пяти мирах, чтобы победить правителя каждого царства и получить его реликвию; изучать и улучшать магические заклинания, а также приобретать артефакты, чтобы помочь игроку успешно выполнить квест. Используя тот же движок Vampire, что и Take No Prisoners, MageSlayer был данью ночных боевиков Raven’а. Основным источником вдохновения для MageSlayer стала игра Atari Gauntlet.

## Сюжет
В далеком мире фантазий поток метеоритов под названием «Звездопад» доминирует над временем в истории. Метеориты повсюду пульсируют радиоактивной энергией, которую люди земли пытаются использовать. Из людей только три профессии имели право эксплуатировать радиоактивные камни; Маги, Убийцы Магов и Лоретаны. Маги в своих голодных исследованиях метеоритов получили знания об использовании камней и приобрели ужасную силу. Поглощенные жаждой силы камней, они доминировали над всеми.
Пять кланов Убийц Магов были сформированы, чтобы освободить людей земель от жаждущих власти Магов, которые поработили их. Убийцы Магов научились собирать энергию двух очень мощных метеоритов, которые упали с неба. Первый, Сфера Солнца, был изучен, и они научились управлять мощной магией, без мегаломаньяков, которые испытывали Маги.
Второй, Звездный Камень, был создан в виде пяти мощных Реликвий. Используя эти две силы, Убийцы Магов заставили Магов отступить. Когда Маги дали отпор, Клан Знаний был принесен в жертву, чтобы спасти другие кланы. Убийцы Магов одержали победу, но это стоило им пяти Реликвий, созданных из Звездного Камня, и Клан Знаний был уничтожен. Каждый из кланов передавал знания о Солнечной Сфере из поколения в поколение. Один лидер каждого из кланов был выбран для охраны наиболее почитаемых секретов клана.
Прошло тысячелетие с тех пор, как Клан Знаний был разрушен в Войне Магов. Лор Тэйн, Лидер Клана Знаний и потомок одного из пяти могущественных Убийц Магов, ищет мести за то, что, по его мнению, было предательством. Теперь Лор Тейн готов отомстить другим четырем Гильдиям, которые отказались помочь ему против Магов, которые привели к уничтожению его клана. Он раскопал пять реликвий Звездного Камня, которые выиграли Войны Магов и поместили их под защиту своих миньонов. Четыре оставшихся клана Убийцы Магов объединили свои силы и послали своих лидеров, чтобы они пробились через владения союзников Лоре Тейна, чтобы добыть реликвии. Писцы, которых называют Архивариусами, предсказали грядущий конфликт с могущественной и злой нежитью Лором Тейном по имени Вайарк, которая росла в ужасной силе с целью полного завоевания мира. Архивариусы определили, что обнаружение пяти специальных реликвий позволит силам доброго Убийцы Магов победить злого Вайарка. Игроки берут на себя роль Убийцы Магов, которому поручено добывать артефакты и в конечном итоге победить Вайарка.